# 반응 좌표

화학에서 반응 좌표(Reaction coordinate)는 반응 경로를 따라 진행되는 과정을 나타내기 위해 선택된 추상적인 1차원 좌표이다. 가능한 경우 일반적으로 결합 길이나 결합 각도와 같은 하나 이상의 분자 엔터티를 변환하는 동안 변경되는 기하학적 매개변수이다. 예를 들어, 분자 수소의 균질 해리에서 적절한 선택은 결합 길이에 해당하는 좌표이다. 결합 순서와 같은 비기하학적 매개변수도 사용되지만, 반응 과정을 직접적으로 표현하는 것은 특히 더 복잡한 반응의 경우 어려울 수 있다.
분자 역학 시뮬레이션에서는 특이하지만 흥미로운 상태를 촉진하기 위해 집단 변수를 사용하는 경우가 많다. 집합변수라는 용어는 원자 위치의 모든 기능을 설명할 수 있다. 반응물과 생성물을 구별하는 데 도움이 되는 특수 집합 변수는 순서 매개변수로 알려져 있으며 상 전이 작업에서 유래된 용어이다. 반응 좌표는 반응물에서 전이 상태를 거쳐 생성물에 이르는 전체 경로를 설명하는 특수 순서 매개변수이다. 응용 분야에 따라 반응 좌표는 결합 길이 또는 분할 확률(커미터라고도 함)과 같은 화학적으로 직관적인 변수를 사용하거나 반응물에서 생성물로의 전환에 해당하는 고유 함수를 진행 좌표로 사용하여 정의할 수 있다.
반응 좌표는 관련된 분자 실체 수준에서 반응 과정을 매개변수화한다. 반응 시스템의 구성 측면에서 반응 진행을 측정하는 반응 정도와는 다르다.
(자유) 에너지는 반응과 관련된 위치 에너지 프로파일(위치 에너지 표면의 교차점)을 개략적인 형태로 보여주기 위해 반응 좌표에 대해 표시되는 경우가 많다.
전이 상태 이론의 형식론에서 각 반응 단계의 반응 좌표는 반응물의 기존 좌표에서 얻은 일련의 곡선 좌표 중 하나이며 전이 상태를 통해 반응물에서 생성물로 구성 간에 원활하게 이어진다. 일반적으로 반응물에서 생성물까지의 잠재 에너지 구배(가장 얕은 상승/가장 가파른 하강)에 의해 정의된 경로를 따르도록 선택된다.